# Sundhult
Sundhult är en ort i Dalby socken i Torsby kommun i norra Värmland belägen väster om Klarälven nordväst om Sysslebäck. Mellan 1990 och 2010 och åter från 2020 klassade SCB Sundhult som en småort.